# In the Ghetto
«In the Ghetto» (с англ. — «В гетто») — популярная рок-госпел композиция, написанная американским композитором и исполнителем кантри Маком Дэвисом. Её первоначальное название — «Порочный круг» (англ. The Vicious Circle). Песня была впервые записана популярным певцом рок-н-ролла Элвисом Пресли и вскоре вошла в «десятку» лучших хитов музыканта. Песня была выпущена в 1969 году синглом на грампластинке (сторона «Б» — «Any Day Now»).
Песня рассказывает историю маленького мальчика, который растёт в афроамериканском «гетто», учится красть и драться, и в конечном счёте погибает при совершении преступления, а в гетто в это время рождается ещё один ребёнок.
Песня вошла в десятку лучших хитов Пресли в США через четыре года, достигая максимальной позиции #3 в музыкальных чартах страны и позиции #1 в музыкальных чартах Великобритании через три года.

## О песне. Оригинал записи
«In the Ghetto» был записан во время музыкальной сессии Пресли, проходящей на студии «American Sound Studio» в Мемфисе, штат Теннесси. Это была первая творческая сессия Пресли после продолжительной музыкальной сессий для записи альбома-саундтрека к телевизионному концерту 1968 года — '68 Comeback Special. Песни, записанные на этой сессии, имели большой финансовый успех. Другие хиты, записанные в это же время: «Suspicious Minds», «Kentucky Rain» и «Don't Cry Daddy». При записи песни, возникли серьёзные опасения в правильности решения записать эту песню. Предполагалось, что запись может повредить репутации Пресли из-за политических предубеждений. Однако, музыкант любил эту композицию и с риском для себя записал её. В интервью с автором песни, Маком Дэвисом, композитор вспоминал:
Я думаю, что Элвис рисковал, записывая песню «In the Ghetto». Это был большой риск. Когда они выпустили песню, я был удивлен тому, что он считал целесообразным выпустить её синглом.
Элвис изменил к лучшему «In the Ghetto». Фактически, это была идея Элвиса добавить в конце песни слова «и его мама плачет». Первоначально, я не писал этого. В оригинале песня заканчивалась словами: «И другой маленький ребёнок рождается... в гетто». Такова была концовка песни. Элвис же добавил слова «и его мама плачет». Мною был замкнут определённый «порочный» круг, но он только подчеркнул это словами «и его мама плачет», которую периодически повторял во время исполнения песни. Думаю, что он определённо улучшил песню, сделав это. Песня стала бы хитом без него, однако я всё ещё думаю, что он улучшил песню своим авторским добавлением.

## Текст и перевод песни
Мальчик рождается у матери, у которой уже больше детей, чем она может прокормить в чикагском гетто. Мальчик растет голодным, учится воровать и драться, покупает пистолет и угоняет машину, пытается бежать, но его убивают. Песня заканчивается тем, что в тот же день в гетто рождается ещё один ребёнок, подразумевая, что новорожденного может постигнуть та же участь, продолжая цикл нищеты и насилия.
| Английский | Русский перевод |
| --- | --- |
| As the snow flies On a cold and gray Chicago mornin' A poor little baby child is born In the ghetto And his mama cries 'cause if there’s one thing that she don’t need it’s another hungry mouth to feed In the ghetto People, don’t you understand the child needs a helping hand or he’ll grow to be an angry young man some day Take a look at you and me, are we too blind to see, do we simply turn our heads and look the other way Well the world turns and a hungry little boy with a runny nose plays in the street as the cold wind blows In the ghetto And his hunger burns so he starts to roam the streets at night and he learns how to steal and he learns how to fight In the ghetto Then one night in desperation a young man breaks away He buys a gun, steals a car, tries to run, but he don’t get far And his mama cries As a crowd gathers 'round an angry young man face down on the street with a gun in his hand In the ghetto As her young man dies, on a cold and gray Chicago mornin', another little baby child is born In the ghetto | Пока снег летит Холодным серым чикагским утром Бедняжка ребёнок на свет появился В гетто А его мама плачет Это как раз то, чего ей меньше всего сейчас надо Ещё один голодный рот, что просит еды В гетто Люди, неужели вы не понимаете Ребёнку нужна рука помощи Или же он вырастет озлобленным юношей однажды Взгляните на меня и себя Неужели мы так слепы, что не видим Неужели мы просто отвернёмся Лишь бы не смотреть в его сторону Вот весь мир и отворачивается А голодный мальчуган с сопливым носом Играет на улице, на которой дуют холодные ветра В гетто А его голод нарастает И начинает он бродяжничать по улицам ночами И он учится как воровать И он учится как драться В гетто Затем одной ночью в отчаянии Молодой человек сломлен Он покупает пистолет, угоняет машину Пытается скрыться, но далеко так и не уходит И его мама плачет Пока толпа собирается вокруг озлобленного юноши Лежащего лицом вниз посреди улицы с пистолетом в руке В гетто А в это время, пока её сын умирает Холодным серым чикагским утром Другой бедняжка малыш появится на свет В гетто |

## Чарты
| Чарт(1969)                      | Высшая позиция |
| ------------------------------- | -------------- |
| Australia (Go-Set)              | 1              |
| Австрия (Ö3 Austria Top 40)     | 6              |
| Бельгия/Фландрия (Ultratop 50)  | 1              |
| Canada (RPM)                    | 2              |
| Denmark (Hitlisten)             | 3              |
| Ireland (IRMA)                  | 1              |
| Нидерланды (Dutch Top 40)       | 4              |
| New Zealand (Listener)          | 1              |
| Норвегия (VG-lista)             | 1              |
| Spain (AFYVE)                   | 1              |
| Sweden (Kvällstoppen)           | 1              |
| Швейцария (Schweizer Hitparade) | 2              |
| Великобритания (OCC UK Singles) | 2              |
| US Billboard Hot 100            | 3              |
| ФРГ (GfK)                       | 1              |

## Сертификации
| Регион | Сертификация | Продажи    |
| --- | ------------ | ---------- |
| Великобритания (BPI) | Золотой      | 400 000    |
| США (RIAA) | Платиновый   | 1 000 000^ |
| ^ Данные о тиражах приведены только на основе сертификации. · Данные о продажах + прослушиваниях приведены только на основе сертификации. |              |            |

## Версии, исполненные на «живых» концертах
Успех записи побудил Пресли включить её в репертуар одного из своих первых «живых» концертов в Лас-Вегасе в 1969 году. Музыкант представил песню со вступительной речи: «Песня, которая недавно преуспела для меня, Дамы и Господа…» (англ. A song that did well for me recently, Ladies and Gentlemen…).
Во время его следующего концерта, проходившего в Отеле «Интернациональ» в Лас-Вегасе в феврале 1970 года, он добавил первые строки песни «In the Ghetto» к концу исполнения песни «Walk A Mile in my Shoes».
Во время концерта «The dinner show» 13 августа 1970 года музыкант представил песню «In the Ghetto» вместе с песней «Don’t Cry Daddy».

## Дуэт-версия сЛизой Мари Пресли
В 2007 году запись песни сделала единственная дочь музыканта, Лиза Мари Пресли. Благодаря специальным технологиям, удалось создать запись музыкального дуэта Лизы Мари с голосом её отца. Цель данного проекта заключалась в обеспечении дополнительных финансовых средств для фонда Пресли. Эта версия песни была выпущена на iTunes и достигла позиции #1 на iTunes в США. Музыкальное видео к песне вызвало противоречия из-за описания оружия в хлеве с малышами.

## Кавер-версии
После Элвиса Пресли, было сделано множество кавер-версий песни, записанных другими артистами. Среди них были музыканты: Nick Cave and the Bad Seeds, The Cranberries, Мерл Хаггард, Долли Партон, Leatherface, Three 6 Mafia, Ghetto people feat. L-Viz, Франк Флинн и Натали Мерчант.

### ВерсияNick Cave and the Bad Seeds
«In the Ghetto» является дебютным синглом рок-группы «Nick Cave and the Bad Seeds». Их версия песни записана на студии «Trident Studios» в Лондоне и выпущена в формате 7" 18 июня 1984 года с «Б»-стороной «The Moon Is in the Gutter» (рус. «Луна в грязи»). Сингл достиг позиции 84 в хит-параде синглов Великобритании — «UK Singles Chart».

## Пародии
- Американский комик Пол Шанкин сделал запись пародии на песню, названной «In a Yugo» для Раша Лимбо. Позже, Шанкин сделал современную обработку ранее записанной песни с целью привлечь к ней внимание молодого поколения, вероятно, не помнящего о существовании Yugo. В обработанной версии, Шанкин заменил «In A Yugo» на фразу «In A Hybrid».
- Ян Стюарт Дональдсон из группы «Skrewdriver» сделал запись пародии, названной «In The Ghetto» о «White Ghettos» и матери, у которой «кричала белая гордость».
- El Vez сделал запись пародии, названной «En el Barrio». Песня сочетает юмор с деталями борьбы чикано.
- Эшли Тисдейл предположительно сделала запись песни в сотрудничестве с известным продюсером Тимбалэндем, где «гетто» обращается к еврейским гетто в Германии во время Холокоста. Песня осталась неизданной компанией «The Walt Disney Company» из страха отрицательной реакции в обществе, несмотря на то, что песня создавалась с целью дать обширное представление современному поколению об ужасах Холокоста.
- Итальянская версия песни, названная «Негр» (англ. Negro) была записана певцом Michele. В тексте песни неоднократно повторяются слова «В гетто» (итал. «In il ghetto»).
- В мультсериале «Южный парк» в эпизоде «Ветрянка» по пути к дому Кенни Картман поёт песню Элвиса Пресли «In The Ghetto».